# バッティスティーニ駅
バッティスティーニ駅(Battistini)はローマ地下鉄のA線にある駅の一つで、第19ムニチーピオのマッティーア・バッティスティーニ通り (via Mattia Battistini) とエンニオ・ボニファーツィ (via Ennio Bonifazi) の交差点にある。
この駅は、ヴァッレ・アウレーリアからバッティスティーニ間の駅と同時に2000年1月1日に開業した。

## 施設

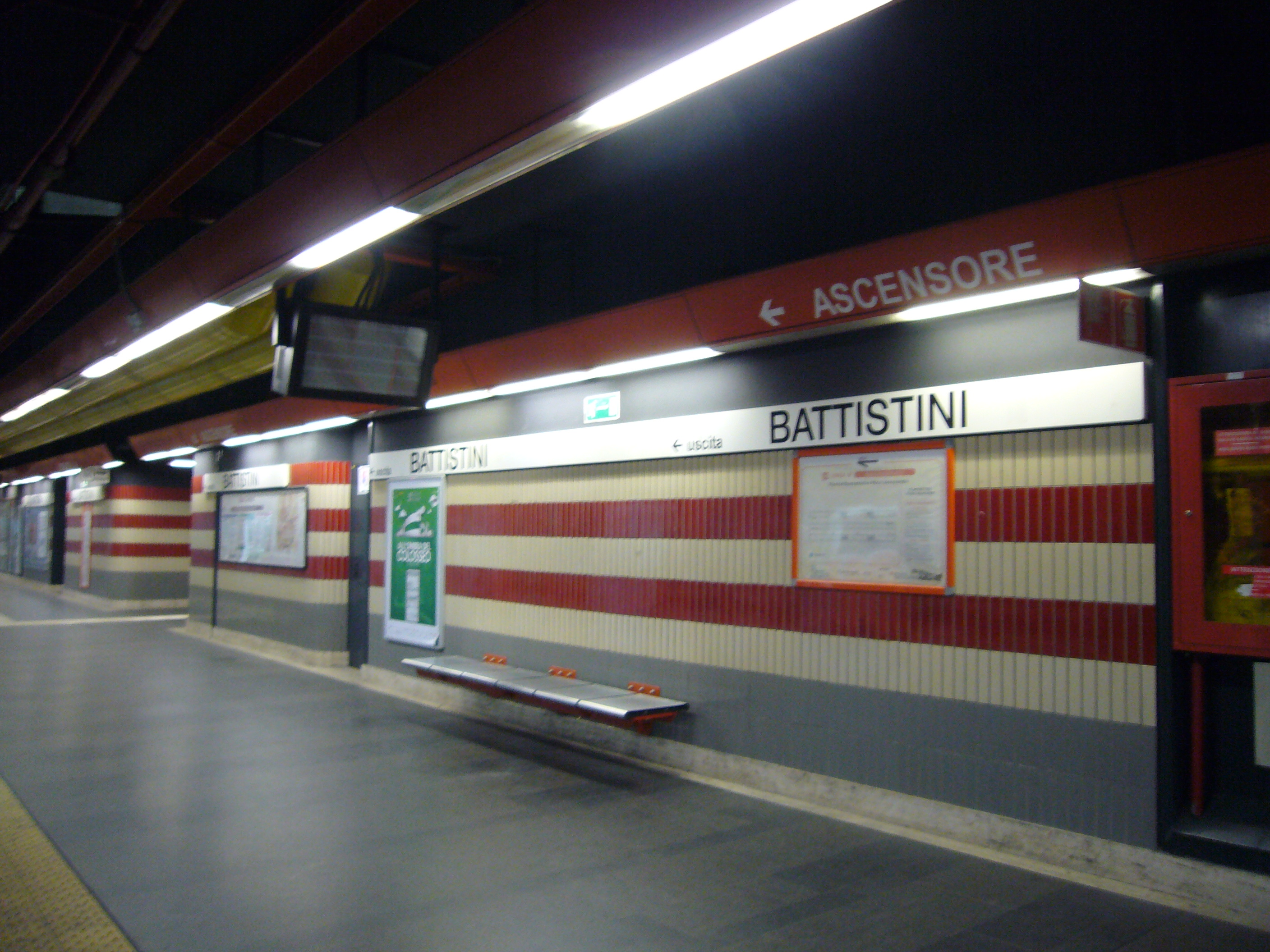
ホーム

駅には以下の施設がある:
- 障害者を運ぶ要員
- 乗替え用駐車場177台分
- エスカレーター
- 切符売場

## 隣の駅
| ローマ地下鉄A線 | ローマ地下鉄A線 | ローマ地下鉄A線                 |
| --------------- | --------------- | ------------------------------- |
| 起点駅          |                 | コルネーリア駅 アナニーナ駅方面 |